# 李晔 (配音员)
李晔（1982年—），上海人，中国大陆配音员及配音导演。为《哆啦A梦》（2002—2003年上海配音版）、《圣少女》、《大耳朵图图》等动画配音，亦为《仙剑奇侠传》《倚天屠龙记》等电视剧、《斩魂》等网游献声。